# Шпиндель

Шпи́ндель (від нім. Spindel — «веретено») — обертова деталь машин, на якому закріплюється патрон.
У металорізального верстата — вал, який передає обертання інструменту або оброблюваній заготовці.

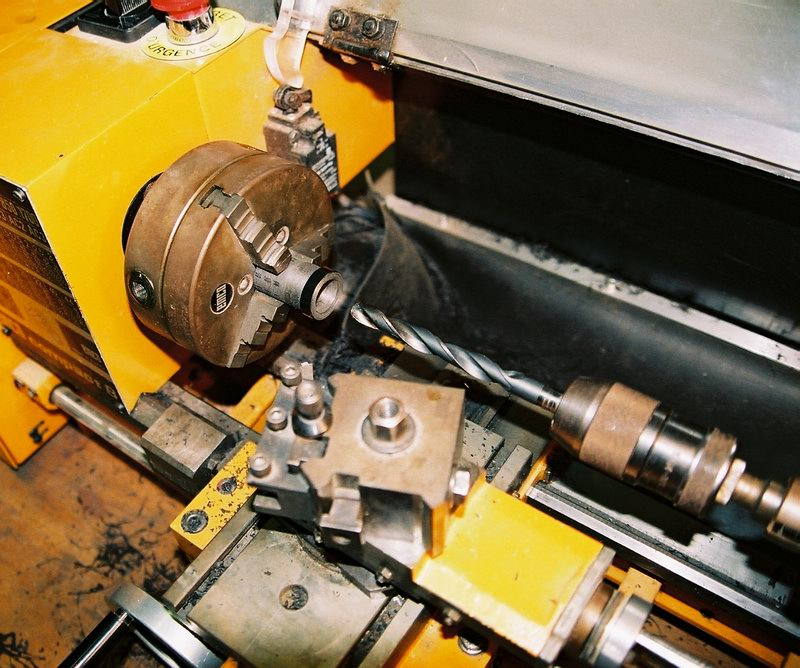
Свердління деталі на токарному верстаті, закріпленої в 3-х кулачковий патрон.
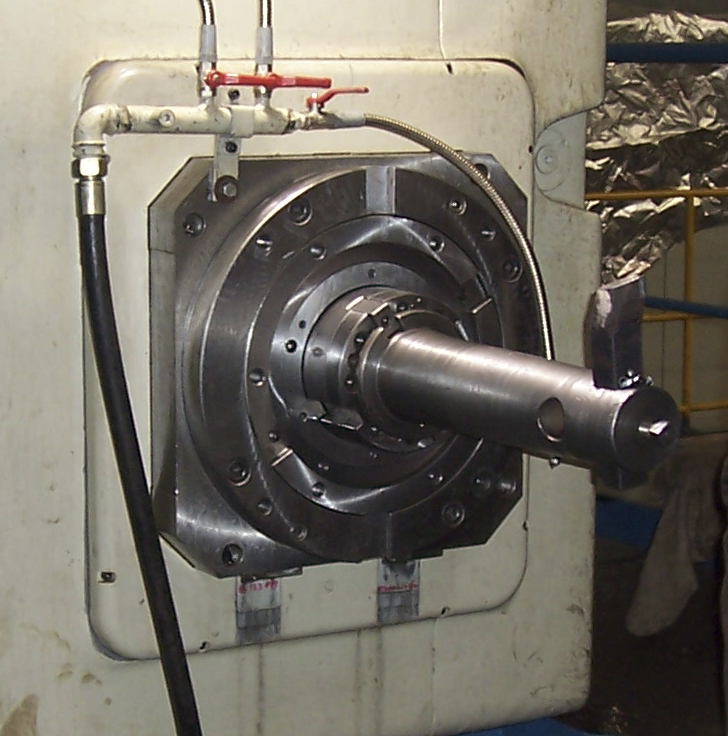
Шпиндель розточувального верстата
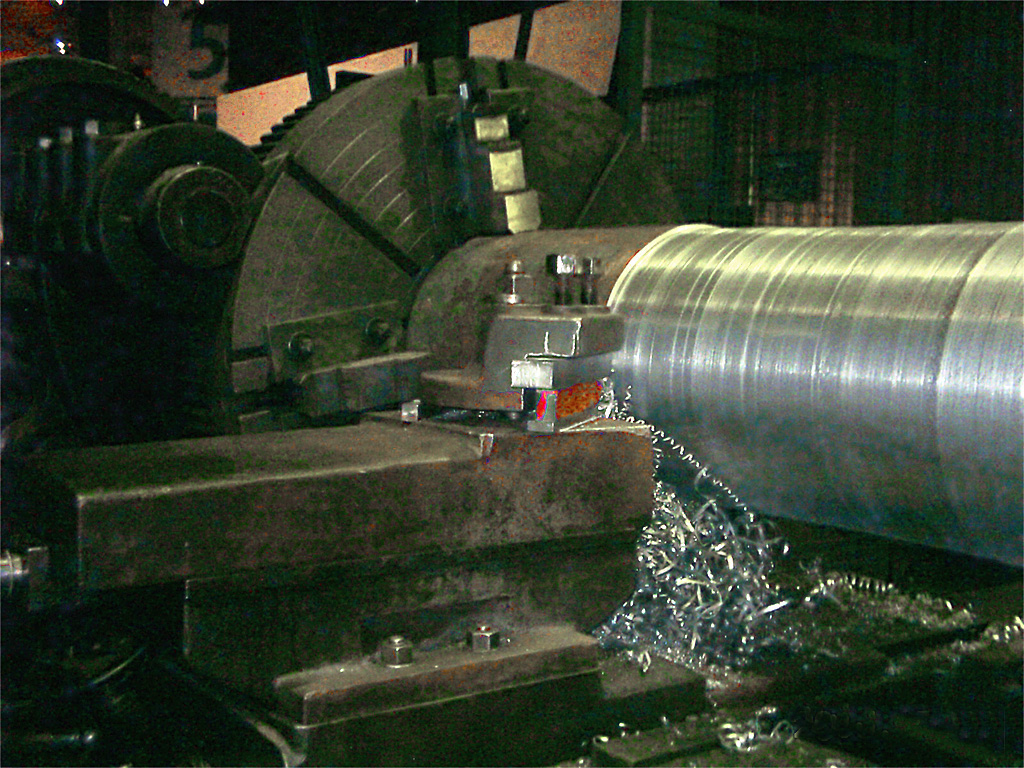
Шпиндель лоботокарного верстата.